# Људмила Лијашенко
Људмила Лијашенко (укр. Ляшенко Людмила Олександрівна; рођена 17. маја 1993) је украјинска параолимпијска нордијска скијашица и биатлонка.

## Биографија
Рођена је 17. маја 1993. у Украјини. Своју прву параолимпијску медаљу је освојила у биатлону на шест километра, што је и прва медаља коју је Украјина добила на Зимским параолимпијским играма 2018.
Освојила је бронзану медаљу у нордијском скијању на десет километара и злато у нордијском скијању на даљину на Светском првенству 2021. у Лилехамеру. У биатлону је освојила сребрну медаљу на шест километара и златну медаљу у на десет километара.
Наступила је Параолимпијске игре 2014, 2018. и 2022. године.